# Gelib
Gelib (altri nomi: Gilib, Jilib, Jillib, Jillio; in arabo جلب) è una città nella Somalia, la più popolosa della regione del Medio Giuba, situata sulla strada che collega Mogadiscio a Chisimaio. 

## Geografia
Gelib è soggetta a inondazioni e si trova vicino alla riva del fiume Juba.

## Storia
In questa città, nel dicembre 2006 e nel gennaio del 2007, vi ha preso luogo la battaglia di Gelib, nella quale è stata sconfitta l'Unione delle Corti Islamiche (I.slamic C.ourts U.nion. -ICU- ). La città è stata poi riconquistata dall'ICU il 17 maggio 2008. La città è attualmente sotto il controllo di Al-Shabaab.